# 모모조노 천황
모모조노 천황(일본어: 桃園天皇, 1741년 4월 14일 ~ 1762년 8월 31일)은 일본의 116대 천황(1747년 6월 9일 ~ 1762년 8월 31일)이었다. 그의 이름은 도히토(遐仁)였고 황태자로서 초기에는 야호노미야(일본어: 八穂宮)였다가 사치노미야(일본어: 茶地宮)였다.
엔쿄 4년(1747년), 황태자가 되었고, 같은 해 부황 사쿠라마치 천황의 양위로 천황에 즉위하였다. 1747년부터 1762년까지 재위하는 동안 1747년부터 1760년까지 도쿠가와 이에시게가 섭정하였고 1760년부터 1762년까지 도쿠가와 이에하루가 섭정하였다.
그의 치세 동안 1758년에 천황 친정에 관한 호레키 스캔들이 발생하였을 때 대다수의 젊은 황궁 귀족들이 도쿠가와 쇼군에 의해 처벌받는다. 1762년 그는 21세로 사망하였다.

## 가족
모모조노 천황은 사쿠라마치 천황의 제1황자로, 친어머니는 아네가코지 사네타케의 딸인 아네가코지 사다코(姉小路定子)이지만, 아버지의 적처인 니조 이에코(二条舎子)의 양자로 들어가 길러졌다.
- 뇨고(女御): 이치조 도미코
  - 제1황자: 히데히토 친왕(고모모조노 천황)
  - 제2황자: 후시미노미야 사다모치 친왕

## 같이 보기
- 일본 천황